# IOTA (加密貨幣)
IOTA是一種开放源代码分散式賬本（密碼貨幣），主要是提供物联网上各機器之間資訊安全的通訊以及付款。IOTA不像許多密碼貨幣利用区块链，而是使用有向无环图（DAG）的技術，該技術稱為Tangle。Tangle除去了許多bitcoin基礎的密碼貨幣在進行時需要的「挖礦」以及帶來的能耗。IOTA的確認時間也相當快，系統可以同時交易的量沒有上限，因此系統的加大很簡單。IOTA是在2015年由David Sønstebø、Sergey Ivancheglo、Dominik Schiener及Dr. Serguei Popov創立。
IOTA是專門針對物聯網（IoT）所設計的加密貨幣，可以達到交易的安全性以及共享資料流的目的。
2018年1月份時，有許多用戶因為使用網路上不明來歷的IOTA隨機種子產生器，造成IOTA被盜的情形，估計達四百萬美元。

## IOTA基金会
2017年，第一批IOTA代币投资者捐赠了总代币的5%，于是进一步发展和创造一个基金会，后来成为IOTA基金会。2018年，IOTA基金会在柏林注册为Stiftung，旨在协助IOTA技术的研发、研修和标准化。IOTA基金会是国际可信区块链应用协会（INATBA）的董事会成员，也是信任物联网联盟（Trusted IOT Alliance）和移动开放区块链倡议（MOBI）的创始成员，为了促进区块链、物联网（简称IoT）生态系统的和流动性中的分布式注册表的管理方法。在IOTA创始人David Sønstebø和Sergey Ivancheglo之间发生争议后，Ivancheglo于2019年6月23日辞去董事会职务。2020年12月10日，IOTA基金会将David Sønstebø正式辞退了。

## 外部連結
- 官方网站
- IOTA Tangle Explorer and Statistics - TheTangle.org（页面存档备份，存于）
- 為物聯網量身設計「區塊鏈3.0」IOTA——專訪年僅23歲技術傳教士（页面存档备份，存于）